# Gorodiszcze (rejon uricki)
Gorodiszcze (ros. Городище) – wieś (sieło) w Rosji, w obwodzie orłowskim, w rejonie urickim. W 2010 liczyła 685 mieszkańców.